# Colors of the Wind
Colors of the Wind — песня, написанная композитором Аланом Менкеном и поэтом Стивеном Шварцом для мультфильма студии Уолта Диснея 1995 года «Покахонтас». В оригинале песня исполнялась американской певицей и актрисой Джуди Кун. В заключительных титрах её исполняет Ванесса Уильямс, именно её версия вошла в официальный саундтрек и наиболее известна.
Песня удостоилась премий «Грэмми», «Оскар» и «Золотой глобус» в категории лучший саундтрек.

## Популярность песни
Colors of the Wind стала одним из самых больших достижений в карьере Ванессы Уильямс, было продано более 500 000 копий и сингл получил статус «золотого». Песня поднялась до 4 строчки в чарте «Billboard Hot 100», и Уильямс получила свою очередную номинацию на премию «Грэмми» в категории «Лучший женский поп-вокал».

## Кавер-версии
Из-за огромной популярности впоследствии многие исполнители записывали кавер-версии на песню. Такие как Сара Рамирес, Ванесса Хадженс, Эдита Гурняк, Георге Замфир и многие другие.

### Версия Ванессы Уильямс

#### Участники записи
- Ванесса Уильямс: ведущий вокал
- Алан Менкен: музыка
- Стивен Шварц: слова
- Робби Бьюкенен: аранжировщик, клавишные
- Кит Томас: продюсер, аранжировщик, дополнительные клавишные, синтезаторы, программирование барабанов, бас-синтезатор
- Марк Хэммонд: программирование барабанов
- Джерри Макферсон: гитары
- Билл Миллер: флейта
- Ронн Хафф: оркестровые аранжировки
- Струнная машина Нэшвилла: оркестр

## Чарты и сертификации
| Чарт (1995)                                  | Высшая позиция |
| -------------------------------------------- | -------------- |
| Australia (ARIA)                             | 16             |
| Ireland (IRMA)                               | 16             |
| New Zealand (Recorded Music NZ)              | 25             |
| UK Singles (Official Charts Company)         | 21             |
| US Billboard Hot 100                         | 4              |
| US Hot Adult Contemporary Tracks (Billboard) | 2              |
| US Hot Adult Top 40 Tracks (Billboard)       | 10             |
| US Hot R&B/Hip-Hop Songs (Billboard)         | 53             |
| Чарт (1996)                                  | Высшая позиция |
| Belgium (Ultratop 50 Flanders)               | 38             |
| Netherlands (Dutch Top 40)                   | 8              |

| Чарт (1995)                       | Позиция |
| --------------------------------- | ------- |
| US Billboard Hot 100              | 31      |
| US Adult Contemporary (Billboard) | 14      |

| Регион     | Сертификация | Продажи |
| ---------- | ------------ | ------- |
| США (RIAA) | Золотой      | 700,000 |

### Версия Джуди Кун

#### Сертификации
| Регион                                                                      | Сертификация | Продажи |
| --------------------------------------------------------------------------- | ------------ | ------- |
| Великобритания (BPI)                                                        | Серебряный   | 200 000 |
| Данные о продажах + прослушиваниях приведены только на основе сертификации. |              |         |